# جوش هاينز
جوش هاينز (بالإنجليزية: Josh Haynes) هو فنان قتال مختلط أمريكي، ولد في 30 يوليو 1977 في غرانتس باس في الولايات المتحدة.

## وصلات خارجية
- جوش هاينز على موقع يو إف سي (الإنجليزية)
- جوش هاينز على موقع شيردوغ (الإنجليزية)
- جوش هاينز على موقع IMDb (الإنجليزية)
- جوش هاينز على موقع قاعدة بيانات الفيلم (الإنجليزية)